# Brisbane River
Der Brisbane River entspringt im Südosten des australischen Bundesstaates Queensland und fließt durch dessen Hauptstadt Brisbane, bevor er in die Moreton Bay mündet.

## Geographie

### Flusslauf
Der Fluss entspringt an den Hängen des Mount Stanley, etwa 45 Kilometer östlich der Stadt Kingaroy und fließt nach Südosten. Nördlich von Harlin unterquert er den D’Aguilar Highway und bildet rund 20 Kilometer weiter den Lake Wivenhoe, der durch den Wivenhoe-Staudamm (⊙) entstand. Der Stausee ist die wichtigste Wasserquelle Brisbanes. An seinem Südostende verlässt der Brisbane River den Stausee und setzt seinen Weg nach Südosten bis Ipswich fort. Dort wendet er seinen Lauf nach Nordosten, durchfließt die Großstadt Brisbane in vielen Mäandern und mündet neben dem Flughafen der Stadt in die Moreton Bay, eine Bucht des Südpazifik.

### Nebenflüsse mit Mündungshöhen
- Cooyar Creek – 143 m
- Monsildale Creek – 122 m
- Emu Creek – 99 m
- Cressbrook Creek – 75 m
- Lagoon Creek – 70 m
- Stanley River – 65 m
- Coal Creek – 65 m
- Esk Creek – 65 m
- Sandy Creek – 65 m
- Paddy Gully – 65 m
- Middle Creek – 65 m
- Northbrook Creek – 65 m
- Logan Creek – 65 m
- Spring Creek – 36 m
- Lockyer Creek – 31 m
- England Creek – 29 m
- Black Snake Creek – 29 m
- Branch Creek – 24 m
- Moggill Creek – 7 m
- Woogaroo Creek – 6 m
- Bremer River – 4 m
- Oxley Creek – 2 m
- Norman Creek – 1 m
- Enoggera (Breakfast) Creek – 0 m
- Bulimba Creek – 0 m[1]

### Durchflossene Stauseen
- Lake Wivenhoe – 65 m[1]

### Brücken
Zurzeit führen zwölf Hauptbrücken, darunter die Story Bridge und die Gateway Bridge, über den Brisbane River.

## Geschichte

### Entdeckung und Namensgebung
1823 benannte der Entdecker John Oxley den Fluss nach Sir Thomas Brisbane, dem damaligen Gouverneur von New South Wales.

### Überschwemmungen
An den Ufern des Brisbane Rivers kommt es regelmäßig zu Überschwemmungen. Seit der Errichtung des Wivenhoe-Staudamms am Oberlauf des Flusses treten diese jedoch nicht mehr so häufig und in geringerem Umfang auf.
Am 14. Januar 1841 wurde der bisher höchste Wasserpegel gemessen. Im Februar 1893 verloren mehrere Menschen während einer Serie von Überschwemmungen ihr Leben. Die größte derartige Katastrophe im 20. Jahrhundert traf Brisbane am 27. Januar 1974.
Im Januar 2011 kam es aufgrund starker Niederschläge im Einzugsgebiet zu Überschwemmungen entlang des Flusslaufs.

## Umweltproblematik
Unter dem Aspekt der Umwelt befindet sich der Fluss seit vielen Jahren in einem schlechten Zustand. Die Ursache der Umweltbelastung liegt hauptsächlich in den Abwässern, die eine hohe Menge an Nährstoffen, Kohlenwasserstoffen, Pestiziden und Bakterien aufweisen. Diese Schadstoffe reichern sich im Flusswasser an und lagern sich in Form von Sedimenten ab. Auffällig ist auch die dunkle Färbung des Flusses. Es wird davon abgeraten, in ihm zu schwimmen.
In der Vergangenheit wurde das Flussbett immer wieder ausgebaggert, um den Fluss für Schiffe befahrbar zu machen. Die Folge war, dass die Trübung des Wassers zunahm, Erosion einsetzte und es zu Veränderungen der Fluthydraulik kam. Nach dem Ausbau bildete sich ein lehmiges Sediment im Brisbane River, das nicht mehr weggeschwemmt wurde. Im September 1997 stoppte die Regierung das Ausbaggern des Flusses, um damit in Zukunft verbundene Umweltschäden zu vermeiden.